# Нарцис (биљка)
Нарцис је врста вишегодишњих биљака из истоименог рода (Narcissus). Постоји више врста нарциса, међу којима је и бели нарцис или суноврат. Порекло ове врсте је из Европе, Северне Америке и Азије. Нарцис је весник пролећа. То је зељаста биљка која расте на нашим ливадама. Због лепоте цвета, честа је у баштама као украсна биљка. Геофита је, а цвета од априла до јула. Цвет нарциса има природно, уметничко и митолошко значење. Својом бојом и суптилним изгледом осветљава и визуелно чини простор ентеријера и екстеријера дома упечатљивим.
На првом месту у гајењу нарциса налази се Енглеска, затим Холандија, Данска и Немачка.

## Етимологија
Постоје две теорије о пореклу имена. Легенда каже да је нарцис добио име по младићу из грчке митологије Нарцису. Леп али хладан, није хтео да узврати љубав шумској нимфи Ехо, која је умрла због неузвраћене љубави.
По другој теорији цвет је добио име по својим наркотичким својствима, и отуд назив нарцис (грч. нарке — губитак чула, укоченост).
Нарциси су од XVI века у Европи омиљено баштенско цвеће.

## Опис биљке
Све врсте нарциса поседују корону окружену са шест цветних листова званих перианти који се спајају у цев на крају цвета. Семење је црно, округло са тврдим омотачем. Нарциси могу поседовати боје идентичне код перианта и короне или могу варирати у нијансама између перианта и короне. Боје које се најчешће појављују су нијансе жуте, беле, наранџасте, роза, црвене и зелене.
Корен је по типу жиличаст.
Луковица је лоптастог или јајастог облика, дуга око 5 cm, а широка до 2,5 cm са тамним и сувим омотачем. Ово подземно стабло омогућава презимљавање, јер садржи резервну храну, као и пупољак.
Стабљика може да нарасте до пола метра, зелене је боје, спљоштена и са два истакнута уздужна ребра.
Листови су седећи, непотпуни са паралелном нерватуром. Линеарни су, широки око пола центиметра и на врху су затупасти. Краћи су од стабљике, а боја им је зелена или плавичаста.
Цветови су појединачни, вршни, ређе се дешава да их је по два на врху стабљике. Цветна дршка је дуга до 2cm и у доњем делу је обухваћена опнастим приперком. Круницу сачињавају бели листићи који су јајастог облика или су на врху шиљати. Према основи се сужавају и по правилу не препокривају. Паракруница тањираста, дуга око пола центиметра, жуте је боје, а по ободу ситно назубљена и црвена. Цвет је двополан, има и прашнике и тучак. Прашници су углавном међусобно исте дужине, а тучак има троделни жиг.
Плод је чахура са много семена у сваком окцу.

## Ареал
Ареал ове врсте обухвата Алпе, Карпате, северну Грчку и све државе бивше Југославије. Припада преалпско-субмедитеранској флори.

## Значај
Гаји се као украсна биљка. Није позната по лековитости, а не припада ни крмном биљу јер је отровна за стоку.

## Токсичност
Све врсте нарциса садрже алкалоидни отров ликорин, најчешће у тучку и листовима.